# Dürres Eck
Dürres Eck är ett berg i Österrike.   Det ligger i distriktet Kirchdorf och förbundslandet Oberösterreich, i den centrala delen av landet, 160 km väster om huvudstaden Wien. Toppen på Dürres Eck är 1 222 meter över havet, eller 63 meter över den omgivande terrängen. Bredden vid basen är 0,19 km.
Terrängen runt Dürres Eck är huvudsakligen kuperad, men den allra närmaste omgivningen är bergig. Närmaste större samhälle är Steyr, 18,4 km nordost om Dürres Eck. 
I omgivningarna runt Dürres Eck växer i huvudsak blandskog. Runt Dürres Eck är det ganska glesbefolkat, med 45 invånare per kvadratkilometer.